# Saarijärvi (Taivalkoski)
Der Saarijärvi ist ein See in der Gemeinde Taivalkoski in der finnischen Landschaft Nordösterbotten nahe der Grenze zu Kainuu.
Der 94,81 ha große See liegt auf einer Höhe von 238,8 m.
Er liegt im Einzugsgebiet des Iijoki.
Der Saarijärvi liegt in einem Impaktkrater, der einen ursprünglichen Durchmesser von 2,2 km aufweist.
Die eigentliche Depression hat einen Durchmesser von 1,4 bis 1,5 km und eine Tiefe von 140 m.
Sie ist mit Sedimentgesteinen aufgefüllt. 
Das Alter des Impakts wird auf 600 – 1980 Millionen Jahre geschätzt.